# Anii 1110
Secole: Secolul al XI-lea - Secolul al XII-lea - Secolul al XIII-lea
Decenii: Anii 1060 Anii 1070 Anii 1080 Anii 1090 Anii 1100 - Anii 1110 - Anii 1120 Anii 1130 Anii 1140 Anii 1150 Anii 1160
Ani: 1110 1111 1112 1113 1114 1115 1116 1117 1118 1119